# Wijken en buurten in Bloemendaal
De Nederlandse gemeente Bloemendaal is voor statistische doeleinden onderverdeeld in wijken en buurten. De gemeente is verdeeld in de volgende statistische wijken:
- Wijk 00 Bloemendaal (CBS-wijkcode:037700)
- Wijk 01 Overveen (CBS-wijkcode:037701)
- Wijk 02 Aerdenhout (CBS-wijkcode:037702)
- Wijk 03 Vogelenzang (CBS-wijkcode:037703)

De op 1 januari 2009 aangehechte gemeente Bennebroek is nog niet in onderstaande indeling opgenomen.
Een statistische wijk kan bestaan uit meerdere buurten. Onderstaande tabel geeft de buurtindeling met kentallen volgens het Centraal Bureau voor de Statistiek (2008):
| CBS-buurtcode | Buurtnaam                     | Inwonertal | Opp. totaal (ha) | Opp. land (ha) | Ligging                |
| ------------- | ----------------------------- | ---------- | ---------------- | -------------- | ---------------------- |
| BU03770000    | Bloemendaal                   | 3940       | 162              | 161            | Locatie in de gemeente |
| BU03770001    | Veen en Duin                  | 450        | 15               | 15             | Locatie in de gemeente |
| BU03770002    | Wildhoef                      | 300        | 19               | 19             | Locatie in de gemeente |
| BU03770003    | Duinlustpark                  | 1120       | 69               | 69             | Locatie in de gemeente |
| BU03770004    | Provinciaal Ziekenhuis        | 50         | 61               | 60             | Locatie in de gemeente |
| BU03770005    | De Rijp                       | 120        | 5                | 5              | Locatie in de gemeente |
| BU03770009    | Verspreide huizen Bloemendaal | 120        | 1727             | 1686           | Locatie in de gemeente |
| BU03770100    | Overveen                      | 3580       | 92               | 92             | Locatie in de gemeente |
| BU03770101    | Oldenhove                     | 360        | 65               | 65             | Locatie in de gemeente |
| BU03770109    | Overveen-West                 | 90         | 266              | 258            | Locatie in de gemeente |
| BU03770200    | Aerdenhout-Centrum            | 2580       | 160              | 160            | Locatie in de gemeente |
| BU03770201    | Aerdenhout-West               | 870        | 67               | 67             | Locatie in de gemeente |
| BU03770202    | Aerdenhout-Noord              | 580        | 30               | 30             | Locatie in de gemeente |
| BU03770209    | Aerdenhout-Zuid               | 390        | 320              | 313            | Locatie in de gemeente |
| BU03770300    | Vogelenzang                   | 2070       | 96               | 95             | Locatie in de gemeente |
| BU03770309    | Verspreide huizen Vogelenzang | 250        | 702              | 698            | Locatie in de gemeente |